# Microarranjo

Um diagrama de Venn apontando e delimitando alguns aspectos dos campos de bio-MEMS, lab-on-a-chip, μTAS.

Microarranjo é um lab-on-a-chip multiplex. É uma matriz 2D sobre um substrato sólido (geralmente uma lâmina de vidro ou de silício de película fina de células) que dispõe grandes quantidades de material biológico utilizando rastreio de alto rendimento miniaturizado, métodos de transformação e de detecção multiplexados e paralelos. O conceito e metodologia de microarranjos foi introduzido e ilustrado em microarranjos de anticorpos (também conhecidos como matriz de anticorpo) por Tse Wen Chang, em 1983, em uma publicação científica e uma série de patentes primeiro. A indústria de "gene chip" começou a crescer significativamente após o Livro Ciência 1995 pelos laboratórios de Ron Davis e Pat Brown da Universidade de Stanford. Com o estabelecimento de empresas, como a Affymetrix, Agilent, Microarrays Aplicadas, Arrayit, Illumina, e outros, a tecnologia de microarrays de DNA se tornou o mais sofisticado e os mais utilizados, enquanto o uso de proteínas, peptídeos e de microarrajos de carboidratos estão expandindo.
Outros tipos de microarranjos podem incluir:
- Microarranjo de DNA, tais como microarranjo de cDNA[5], microarranjo de oligonucleotídeo, microarranjo de BAC e microarranjo de SNP
- MMChips, para controloe de populações de microRNA
- Microarranjo de proteínas
- Microarranjo de peptídeo, para análises detalhadas ou otimização de interações proteína-proteína
- Microarranjo de tecido[6]
- Microarranjo celular (também chamado de microarranjo de transfecção)
- Microarranjo de composto químico
- Microarranjo de anticorpo
- Matriz de carbohidrato (glicomatriz)
- Microarranjo de fenotipo
- Microarranjo de proteína de fase reversa, microarranjo de lisatos e serum
- Sensor de imagem de refletância interferométrica ou IRIS, O IRIS é um biossensor utilizado para examinar DNA proteína-proteína, proteína-DNA, bem como interações DNA-DNA.[7]

Pessoas no campo da biotecnologia CMOS estão desenvolvendo novos tipos de microarranjos. Uma vez alimentados com nanopartículas magnéticas, as células individuais podem ser movidas independentemente e simultaneamente num microarranjo de bobinas magnéticas. Um microarranjo de micromolas de ressonância magnética nuclear está em desenvolvimento.

## Notes
1. ↑  Rosa, Guilherme Jordão de Magalhães; Leonardo Bernardes da. «Microarray gene expression studies: experimental design, statistical data analysis, and applications in livestock research». Revista Brasileira de Zootecnia. 36: 186-209. ISSN 1516-3598. doi:10.1590/S1516-35982007001000018
2. ↑  Chang, Tse-Wen (16 de dezembro de 1983). «Binding of cells to matrixes of distinct antibodies coated on solid surface». Journal of Immunological Methods. 65 (1–2): 217-223. doi:10.1016/0022-1759(83)90318-6
3. ↑  Schena, M.; D. (20 de outubro de 1995). «Quantitative monitoring of gene expression patterns with a complementary DNA microarray». Science (New York, N.Y.). 270 (5235): 467-470. ISSN 0036-8075. PMID 7569999
4. ↑  Wang, Denong; Gregory T. (1 de janeiro de 2007). «Photogenerated glycan arrays identify immunogenic sugar moieties of Bacillus anthracis exosporium». PROTEOMICS (em inglês). 7 (2): 180-184. ISSN 1615-9861. doi:10.1002/pmic.200600478
5. ↑  Mello-Coelho, V. de; K. L. «A conceptual and practical overview of cDNA microarray technology: implications for basic and clinical sciences». Brazilian Journal of Medical and Biological Research. 38 (10): 1543-1552. ISSN 0100-879X. doi:10.1590/S0100-879X2005001000011
6. ↑  Almeida, Joaquim Soares de; Henrique de Oliveira. «Loss of tissue samples in the tissue microarray: comparison between techniques using commercial adhesive tape, silane-coated microslides by the conventional method and by a modified technique». Jornal Brasileiro de Patologia e Medicina Laboratorial. 44 (5): 359-365. ISSN 1676-2444. doi:10.1590/S1676-24442008000500008
7. ↑  Editors, BNO (8 de agosto de 2022). «DNA Microarray Principle, Types and Steps involved in cDNA microarrays». Biology Online Notes (em inglês). Consultado em 9 de agosto de 2022
8. ↑  Ham, D.; Robert M. (1 de janeiro de 2007). «The silicon that moves and feels small living things». IEEE Solid-State Circuits Society Newsletter. 12 (4): 4-9. ISSN 1098-4232. doi:10.1109/N-SSC.2007.4785650